# Ana Hormigo
Ana Cristina Teles Meneses Hormigo (Castelo Branco, 13 de abril de 1981) es una deportista portuguesa que compitió en judo. Ganó una medalla de bronce en el Campeonato Europeo de Judo de 2008, en la categoría de –48 kg.

## Palmarés internacional
| Campeonato Europeo | Campeonato Europeo | Campeonato Europeo | Campeonato Europeo |
| Año                | Lugar              | Medalla            | Categoría          |
| ------------------ | ------------------ | ------------------ | ------------------ |
| 2008               | Lisboa (Portugal)  | Medalla de bronce  | –48 kg             |